# Anna Bijns

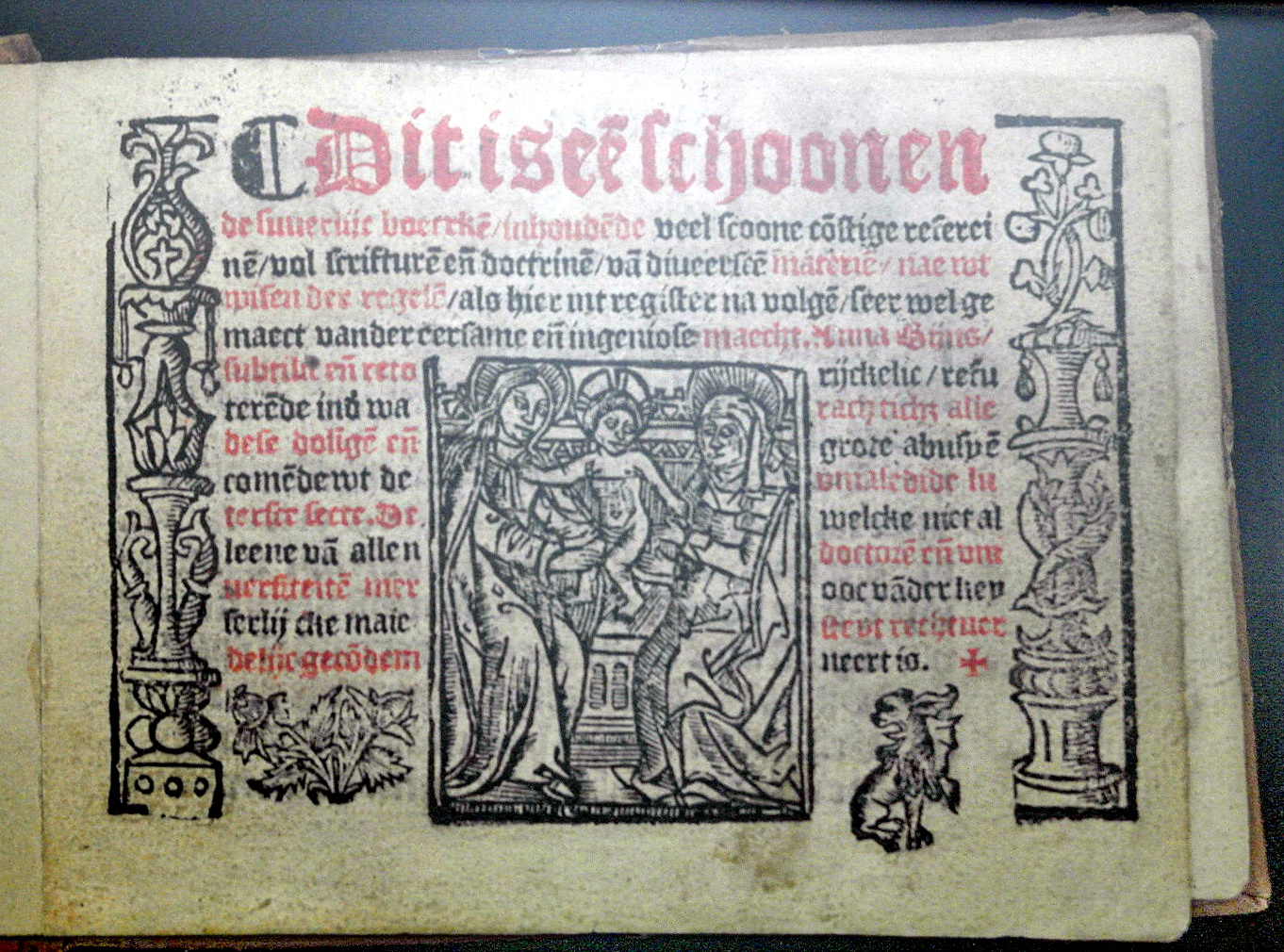
Titelblad Refereinen, 1528

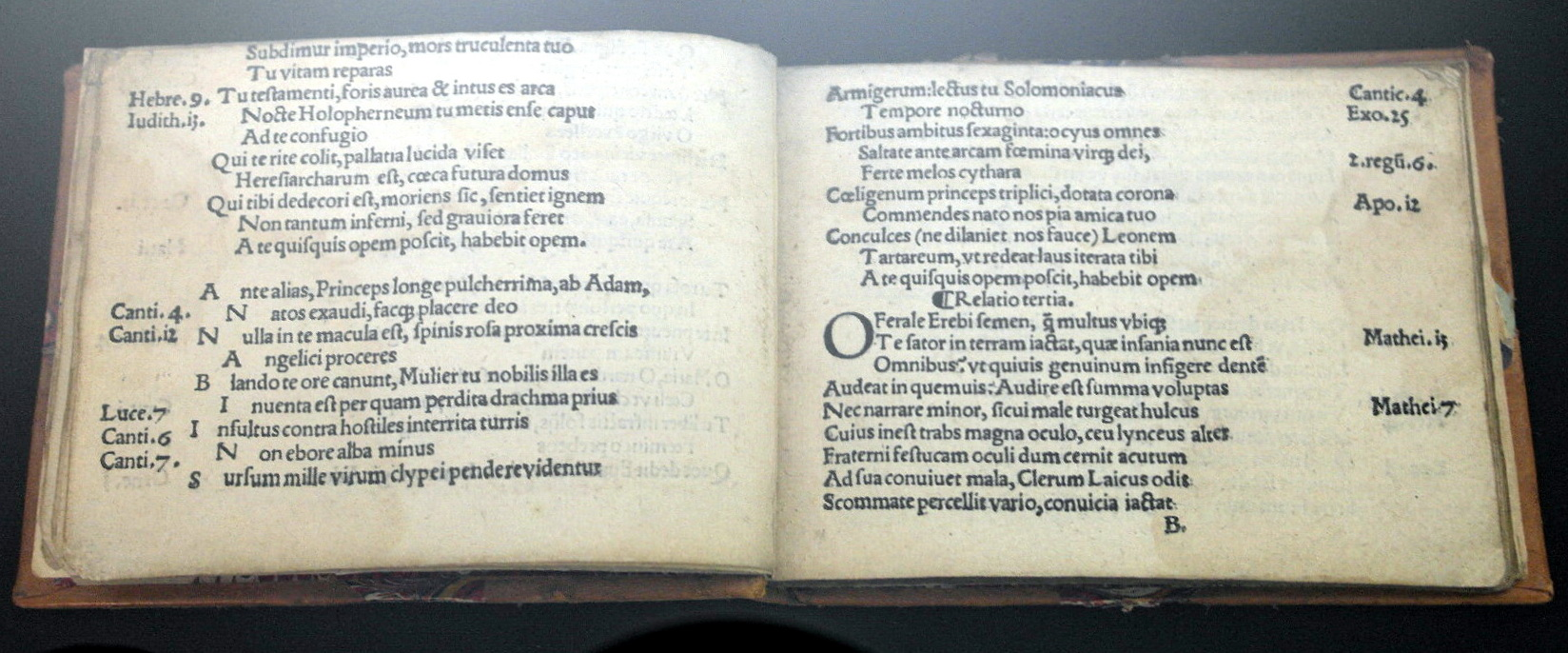
Latijnse uitgave Refereinen, 1529

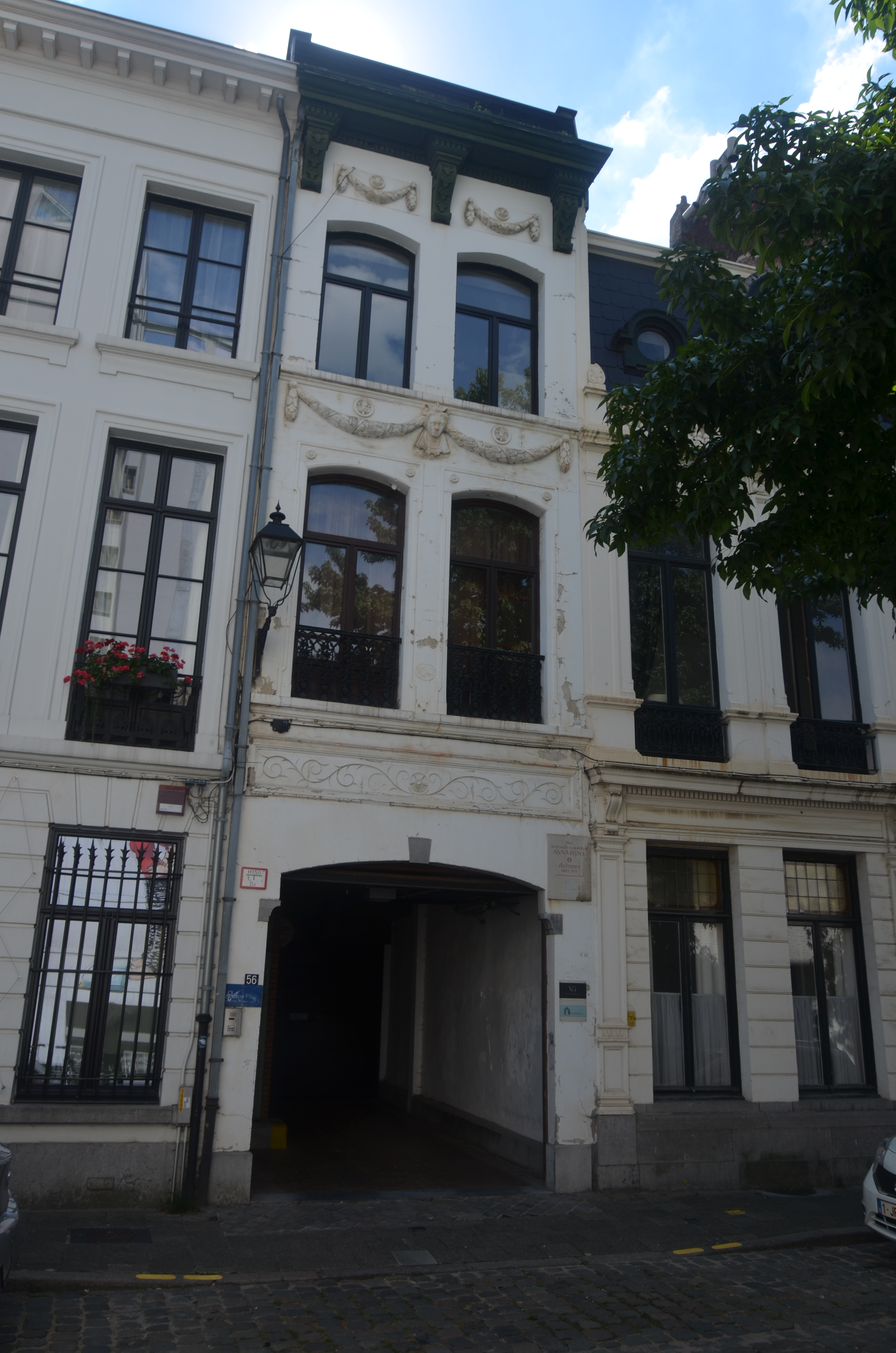
Voormalige woonst Anna Bijns te Antwerpen

Anna Bijns (Antwerpen, 1493 - aldaar, 1575) was een Antwerps (Brabants) refreindichteres en lerares. Zij bleef ongehuwd en bleef lesgeven in de Keizerstraat in Antwerpen tot ze 80 jaar oud was en verdedigde tijdens de reformatie de katholieke moederkerk tegen wat zij als ketterse veranderingen beschouwde. De bijzonder orthodox katholieke Bijns dichtte in de trant van de rederijkers, maar mocht geen lid van dat genootschap worden omdat zij een vrouw was. Ze richtte haar sarcasme op volgelingen van Maarten Luther maar was ook niet mild tegenover de inconsequente geloofsbeleving van de katholieken en de laksheid van de gezagdragers. Hoewel ze door tijdgenoten 'de Antwerpse maagd' werd genoemd, schreef ze hartstochtelijk over de aardse liefde. Sommigen wensen deze geschriften als uiting van een reële levenservaring te interpreteren, wat door anderen wordt ontkend, al loochenen zij de liefdeservaring zelf bij de dichteres niet. Haar werk bevat ook enkele moraliserende beschouwingen over de vriendschap en het huwelijk.
Bijns was de eerste auteur in de Nederlandse literatuur die haar grote succes vooral dankte aan de drukpers. Nog tijdens haar leven verschenen verschillende gedrukte verzamelingen van haar refreinen. Haar kenspreuk was: "Meer suers dan soets". De eerste uitgave van haar debuut, het Schoon ende suverlijc boecxken inhoudende veel constige refereinen kwam in 1528 uit bij Jacob van Liesvelt. 

## Leven en werk
Anna Bijns was de oudste dochter van Lijsbeth Voochs en Jan Bijns Lambertsz, een kleermaker, die gelet op zijn 'familienaam' zelf of via zijn (voor)vader(s) mogelijk afkomstig was uit het Henegouwse stadje Binche (Bijns in het Nederlands),, destijds vermaard om zijn kant. Zij had nog een jongere zuster Margriete en een broer Maarten. Het gezin leefde en werkte samen in de kleermakerswinkel "De Cleyne Wolvinne" aan de Grote Markt van Antwerpen. Het was haar vader die haar de liefde voor de woordkunst bijbracht. Er is van hem een 'referein' bekend en hij bewoog zich binnen rederijkerskringen. Mogelijk nam Anna zelfs anoniem deel aan onderlinge wedstrijden binnen de kamer. Na de dood van haar vader en het huwelijk van haar zus opende Anna Bijns samen met haar broer Maarten een school in Antwerpen. Van 1536 tot 1573 was zij als katholieke ongehuwde vrouw "schoolmeesteres" in 'Het Roosterken', waar ze bleef lesgeven in catechese, lezen, schrijven en rekenen totdat ze tachtig jaar oud was.
Anna Bijns was een van de zeldzame vrouwen die deel uit mocht maken van de broederschap van onderwijsgevenden. De franciscanen moedigden haar zelfs aan om haar werk, Chambres de Rhétoriques (Rederijkerskamers) te publiceren. Ze kreeg later ook erkenning van renaissance-humanisten, die haar loofden als een van de bestverkopende Nederlandse auteurs van de 16e eeuw.
Haar werk bestaat uit religieuze en moraliserende gedichten, polemische refreinen tegen Luther - die ze als de baarlijke duivel zag -, liefdesgedichten en verschillende satires.
In Nederland werd ze beschouwd als verdediger van de contrareformatie en werd ze vergeleken met Filips van Marnix van Sint-Aldegonde. Het protestantse gedachtegoed zag ze als hoogmoedig populisme van verwaande leken, die denken dat ze hun eigen heil ter hand konden nemen door zelf de Bijbel te lezen en te interpreteren:
"‘Schrifture wordt nu in de taveerne gelezen, / In d’een hand d’evangelie, in d’ander den pot’.
In haar tweede en derde bundel wordt de toon echter getemperd en overheersen berusting en lof op de Schepper en de Heilige Familie.
Bijns schreef met een onverholen sarcasme over bepaalde aspecten van het huwelijk. Wreed huwelijk!, zo noemde Anna Bijns het. Ze spot openlijk met de volgens haar naïeve meisjes die zich zonder nadenken in een huwelijk storten, en noemt hen "sletten" en "zwervers". Destijds werden getrouwde vrouwen beschouwd als rolmodellen van de maatschappij. In Bijns' visie waren zij echter de belichaming van frivoliteit en domheid. Haar persoonlijke leven liep averij op door de huwelijken van haar zuster en haar broer. Zelf bleef ze ongehuwd maar wel op de wereld gericht, wat op zijn minst doet veronderstellen dat ze een huwelijk niet wilde uitsluiten.
Haar afschuw voor het gedrag van sommige mannen in de samenleving, die in haar ogen niets anders deden dan drinken en onnodig misbruik maken van hun vrouwen, blijkt uit de volgende vers:
"Och! dat pack des houwelycx is alte swaer;
sy wetent openbaer diet hebben gedragen.
Een vrouwe lydt menigen ancxt & vaer,
als een man, hier oft daer, gaet druck verjagen,
drincken & spelen, by nachten by dagen
- Fragment uit Anna Bijns' gedicht
"Het is goet vrouwe syn, veel beter heere"

## Rederijkerspoëzie

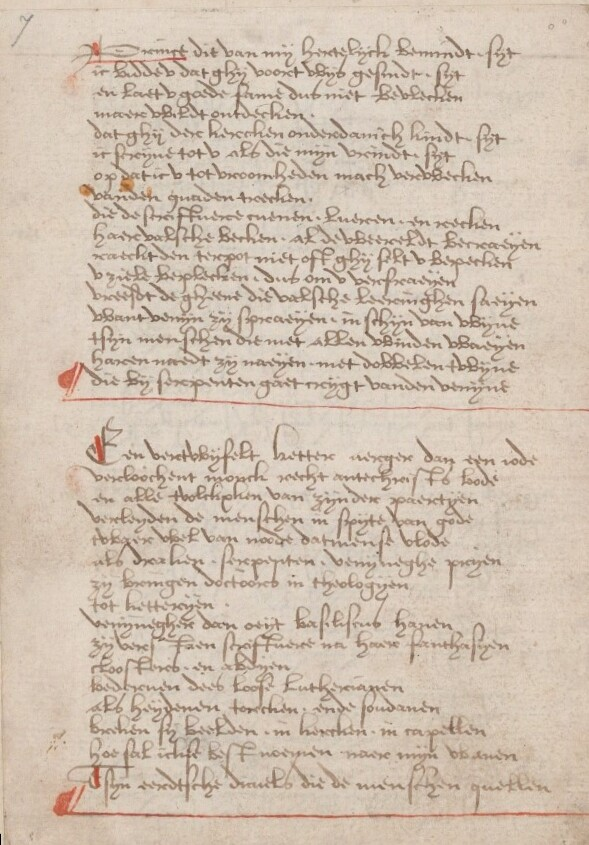
Fragment uit het manuscript "Gedichten" van Anna Bijns. Bewaard in de Universiteitsbibliotheek Gent.

Haar werk vertoont vele trekken van de rederijkerspoëzie en tot die rederijkers wordt zij dan ook gerekend. Overigens werden de rederijkers gekenmerkt door een levendig gezelschapsleven, maar Anna Bijns heeft zich als vrouw nooit bij een rederijkerskamer mogen aansluiten. Lidmaatschap was uitsluitend voor mannen toegestaan.
De "refereinen" (gedichten) die zij schreef, vertonen groot meesterschap van de vorm. In het volgende fragment uit Dit sijn de miraculen die Luther doet vallen de kenmerken van rederijkerspoëzie waar te nemen:
Luther werct wondere, ic bens orcondere.
Dat hier voortijts recht was, maekt hij nu crom;
Duecht heet hij sonde, ende ooc bijsondere
Wijse geleerde mannen maect hij dom.
[Luther verricht wonderen, ik getuig ervan.
Wat hier vroeger recht was, maakt hij nu krom;
Deugd noemt hij zonde, en ook bijzonder
Wijze en geleerde mannen maakt hij dom.]
De gebruikte stijlfiguur is bedoeld om de pointe te onderstrepen: door de ironie (precies het omgekeerde zeggen van wat zij bedoelt) wordt het standpunt van de dichteres juist benadrukt, en dat standpunt luidt: Luthers opponenten zijn wel degelijk wijs en geleerd. Luther perverteert de waarheid. Ironie is een veelgebruikt instrument bij de Rederijkers.
Ook in de vorm treft men rederijkerselementen aan: het binnenrijm in de eerste regel: wondere — orcondere, en de woordspeling sonde — bijsondere in de derde. Ten slotte tonen de tegenstellingen voortijts — nu, recht — crom, wijse — dom grote, en nadrukkelijke, aandacht voor het woordspel.

## Uitgaven
- Schoon ende suverlijc boecxken inhoudende veel constige refereinen (Antwerpen 1528).
- Refereinen, A. Bogaers e.a. ed. (Rotterdam 1875).
- Nieuwe refereinen, W.J.A. Jonckbloet e.a. ed. (Gent 1886).
- Onuitgegeven gedichten, A. Soens ed. (Leuvensche Bijdragen, nr. 4, 1902, p. 199-368).
- Schoon ende suverlijc boecxken, L. Roose ed. 2 delen (Leuven 1987) [facsimile-editie].
- t Is al vrouwenwerk. Refreinen, H. Pleij ed. (Amsterdam 1987).

## Literaire prijs
Van 1985 tot 2014 werd de Anna Bijns Prijs jaarlijks uitgereikt, afwisselend voor poëzie en proza, aan een vrouwelijke auteur.

## Erkenning
Het in 2005 in gebruik genomen Anna Bijnsgebouw in Antwerpen is naar haar vernoemd.
- Bibliothèque nationale de France: cb12524724m (data)
- Biografisch Portaal: 12874919
- Digitale Bibliotheek voor de Nederlandse Letteren: bijn003
- Gemeinsame Normdatei: 118978683
- International Standard Name Identifier: 0000 0001 2121 6503
- Library of Congress Control Number: n85269758
- MusicBrainz: d033f3e1-6be0-4601-bc4c-6c99f873c435
- Nationale Bibliotheek van Israël: 987007276310605171
- Nationale Bibliotheek van Polen: a0000003118313
- Nederlandse Thesaurus van Auteursnamen: 06972122X
- Système universitaire de documentation: 034496556
- Virtual International Authority File: 14881309
- WorldCat: E39PBJrRdKP8pptXWPkhmyqJDq